# Im Hinteren Eis
Im Hinteren Eis (wł Punta della Vedretta) – szczyt w Alpach Ötztalskich, części Centralnych Alp Wschodnich. Leży na granicy między Austrią (Tyrol) a Włochami (Tyrol Południowy). Od południa szczyt przykrywa lodowiec Hintereisferner.
Szczyt można zdobyć drogą ze schroniska Rifugio Bella Vista (2842 m).